# Picassent
Picassent és un municipi del País Valencià situat a la comarca de l'Horta Sud. Limita amb Alcàsser, Silla i Torrent (a la comarca de l'Horta Sud); amb Alfarb, Benifaió, Llombai i Montserrat (a la Ribera Alta) i amb Almussafes (a la Ribera Baixa).

## Geografia
El paisatge de Picassent destaca per la presència de llomes i tossals. L'orografia presenta tres unitats geològiques diferents: al sud-oest, els materials cretàcics de l'anticlinal del Besori o serra d'Alèdua que donen el paisatge més abrupte del terme; de nord-oest a sud-est, els alterons miocens formen una dorsal que des dels Racons passant per les penyes Males i l'Alter, arriba fins a Espioca, i en tercer lloc, els materials quaternaris que formen la depressió Devadillo-Terrabona i els plans del nord-est del terme: els Garroferals, els Olivars... A l'oest del terme hi ha l'aflorament dels algeps de Millerola, l'explotació dels quals és molt antiga. L'alabastre que adorna la façana del palau del Marqués de Dosaigües de València procedeix de les seues pedreres. El barranc de Picassent drena la part nord del terme i el barranc Fondo la part més meridional. Tots dos desaigüen a l'Albufera.

## Història
Al seu terme hi ha restes del Bronze valencià (Molló de l'Almud i Avenc de l'Àguila) i de l'època romana (Mas dels Foressos). Tant el poble com els llocs, actualment despoblats, de Millerola i Espioca, que conserva una torre d'època islàmica, van ser en el seu origen alqueries musulmanes.
El 1237, Jaume I va donar el lloc a Roderic Sabata, a qui va succeir el seu fill Eiximén. Restà despoblat de musulmans després del 1248 però, a causa del fracàs de la repoblació de cristians, el senyor hagué d'admetre de bell nou a la població islàmica. Agnès Ximénez Sabata heretà el senyoriu i va transmetre'l a son fill Ferran d'Aragó, bastard de Pere III, qui va vendre'l a Raimon Boïl, el 1347, aquesta família senyoreja el lloc fins que el 1367 passà als Castellà que el 1451 compraren Espioca. Raimon Castellà va vendre el senyoriu a Raimon Peixó, l'any 1511. Un segle després, el 1611, després de l'expulsió dels moriscs (160 cases l'any 1609, segons el Cens de Caracena), el senyor Pere Maça, duc de Mandas, atorgà carta de població als nous habitants, en què s'especifica l'obligació de residir al lloc cinc anys com a mínim, la reserva de jurisdicció, l'establiment de les regalies i la partició de fruits i ramats; després de la guerra de Successió, n'adquirí la propietat el marquès de Dosaigües, qui va mantenir-la fins a l'abolició dels senyorius, en 1814. Segons Cavanilles, Picassent registrava 381 cases cap al 1794, mentre que mitja centúria després, segons Pascual Madoz, Picassent tenia 500 cases, és a dir, entre 2000 i 2500 habitants.
Els últims anys, s'han descobert passadissos baix de terra, que serveien per a fugir de la zona de dalt del poble fins al barranc sense ser descoberts. Anaven des d'un lloc de dalt de les actuals vies del tren, fins a l'ermita, i des de ahí, fins al barranc

## Economia

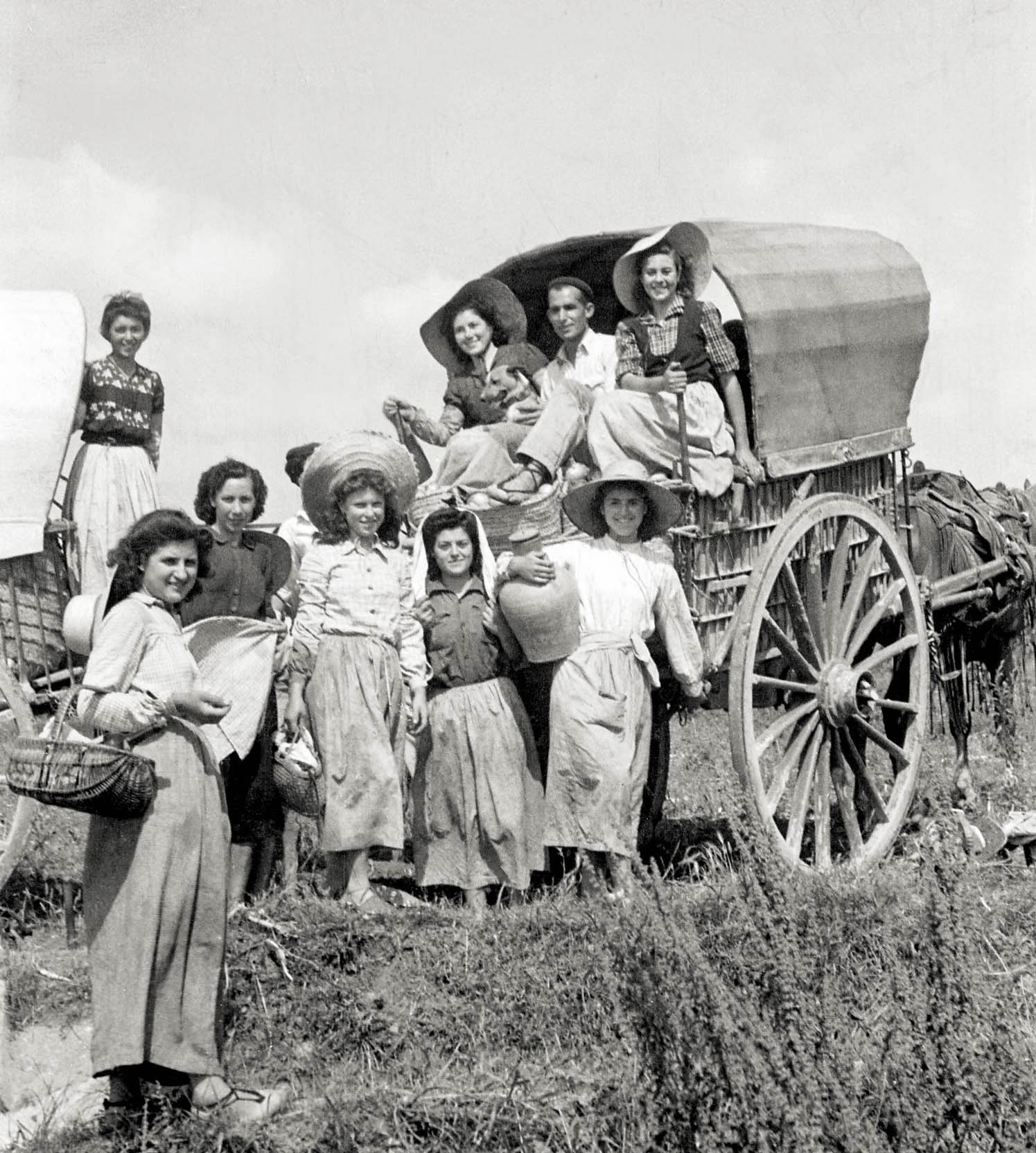
Recol·lectores de cebes prop de la Torre Espioca, 1947

Antigament hi predominaven els conreus de secà. Però, la construcció de la Séquia Reial del Xúquer a finals del segle xvii transformà en regadiu les terres de llevant del terme. El paisatge agrari actual és un tarongerar continu; per la qual cosa, Picassent es pot considerar una població fonamentalment agrícola. Com ja apareix a les observacions de Cavanilles: garroferes, a les partides del Devadillo i Terrabona, vinyes, oliveres, blat, entre d'altres.
Prova d'això són els esdeveniments de la Fira Agrícola i Comercial que s'organitza anualment al mes de setembre i el Congrés Citrícola, fòrum de transmissions de les últimes tecnologies aplicables als cítrics.
Formen també part de l'economia picassentina el comerç, els serveis, la construcció i la indústria. Picassent té un polígon industrial important que posseeix al voltant de 100 empreses. En l'actualitat està en procés d'expansió i compta amb un altre de nova creació.

## Demografia
La següent taula mostra l'esdevenir demogràfic del municipi al llarg de l'època estadística: 
A data de 2022, Picassent tenia 21.761 habitants (INE).
| any  | habitants |
| ---- | --------- |
| 1857 | 2.643     |
| 1887 | 3.313     |
| 1900 | 4.052     |
| 1910 | 4.500     |
| 1920 | 4.898     |
| 1930 | 5.322     |
| 1940 | 6.007     |
| 1950 | 6.974     |
| 1960 | 8.433     |
| 1970 | 11.143    |
| 1981 | 13.691    |
| 1991 | 14.604    |
| 2000 | 16.005    |
| 2010 | 19.944    |
| 2020 | 21.263    |

## Política i govern

### Composició de la Corporació Municipal
El Ple de l'Ajuntament està format per 21 regidors. En les eleccions municipals de 28 de maig de 2023 foren elegits 10 regidores i regidors del Partit Socialista del País Valencià (PSPV-PSOE), 6 del Partit Popular (PP), 3 de Vox i 2 de la coalició entre Compromís i Podem sota la marca Compromís-Unides per Picassent: Acord per Guanyar.
| Eleccions municipals de 28 de maig de 2023 - Picassent                                                                                                   |                                                   |                                     |                                     |         |         |          |
| Candidatura | Candidatura                                       | Candidatura                         | Cap de llista                       | Vots    | Vots    | Regidors |
| | Partit Socialista del País Valencià-PSOE          |                                     | Conxa García Ferrer                 | 4.892   | 44,72%  | 10 (-2)  |
| | Partit Popular de la Comunitat Valenciana         |                                     | Inmaculada González Carbonell       | 3.081   | 28,17%  | 6 (+2)   |
| | Vox                                               |                                     | Eduardo Escudero Torres             | 1.367   | 12,50%  | 3 (+3)   |
| | Compromís-Unides per Picassent: Acord per Guanyar |                                     | Vicent Pérez Belenguer              | 1.196   | 10,93%  | 2 (-1)   |
| | Altres                                            |                                     |                                     | 403     | 3,68%   | 0 (-2)   |
| | Vots en blanc                                     |                                     |                                     | 144     | 1,3%    |          |
| Total vots vàlids i regidors | Total vots vàlids i regidors                      | Total vots vàlids i regidors        | Total vots vàlids i regidors        | 11.083  | 100 %   | 21       |
| | Vots nuls                                         | Vots nuls                           | Vots nuls                           | 173     | 1,53%   |          |
| Participació (vots vàlids més nuls) | Participació (vots vàlids més nuls)               | Participació (vots vàlids més nuls) | Participació (vots vàlids més nuls) | 11.256  | 68,1%** |          |
| Abstenció | Abstenció                                         | Abstenció                           | Abstenció                           | 5.276*  | 31,9%** |          |
| Total cens electoral | Total cens electoral                              | Total cens electoral                | Total cens electoral                | 16.532* | 100 %** |          |
| Alcaldessa: Conxa García Ferrer (PSPV) (17/06/2023) Per majoria absoluta dels vots dels regidors (10 vots de PSPV i 2 de Compromís-Unides per Picassent) |                                                   |                                     |                                     |         |         |          |
| Fonts: Generalitat Valenciana, Junta Electoral de Zona de València (* No són vots sinó electors. ** Percentatge respecte del cens electoral.)            |                                                   |                                     |                                     |         |         |          |

1. ↑  La Coalició Compromís i Podem es presentaren per separat a les anteriors eleccions de 2019, amb 2 representats i 1 respectivament
2. ↑  També concorren a les eleccions sense obtindre representació: Partit Socialista Picassent (253 vots i  2,31%) i L'Esquerra de Picassent - Acord Municipal (150 vots i 1,37 %).

### Alcaldes
Des de 2003 l'alcaldessa de Picassent és Conxa García Ferrer de PSPV.
| Període                       | Alcalde o alcaldessa                                   | Partit polític | Data de possessió     | Observacions        |
| ----------------------------- | ------------------------------------------------------ | -------------- | --------------------- | ------------------- |
| 1979–1983                     | Julián Crespo Santamargarita Francisco López Campos    | PSPV-PSOE      | 19/04/1979 02/04/1982 | n/d --              |
| 1983–1987                     | Francisco López Campos                                 | PSPV-PSOE      | 28/05/1983            | --                  |
| 1987–1991                     | Francisca Hidalgo Aguado Vallivana Romaguera Ferrandis | PSPV-PSOE EUPV | 30/06/1987 25/11/1988 | Moció de censura -- |
| 1991–1995                     | Vicente Bta. Tarazona Fortuny                          | PSPV-PSOE      | 15/06/1991            | --                  |
| 1995–1999                     | Juan Carlos Herrero de Lara                            | PP             | 17/06/1995            | --                  |
| 1999–2003                     | Juan Carlos Herrero de Lara                            | PP             | 03/07/1999            | --                  |
| 2003–2007                     | Conxa García Ferrer                                    | PSPV-PSOE      | 14/06/2003            | --                  |
| 2007–2011                     | Conxa García Ferrer                                    | PSPV-PSOE      | 16/06/2007            | --                  |
| 2011–2015                     | Conxa García Ferrer                                    | PSPV-PSOE      | 11/06/2011            | --                  |
| 2015–2019                     | Conxa García Ferrer                                    | PSPV-PSOE      | 13/06/2015            | --                  |
| 2019-2023                     | Conxa García Ferrer                                    | PSPV-PSOE      | 15/06/2019            | --                  |
| Des de 2023                   | Conxa García Ferrer                                    | PSPV-PSOE      | 17/06/2023            | --                  |
| Fonts: Generalitat Valenciana |                                                        |                |                       |                     |

Alguns dels alcaldes de Picassent, abans de 1979:
- Tomás Laza Chanza. 1873
- Salvador Guaita Tarazona. 1928
- Vicente Tarazona López. 1930
- Juan Aparicio Ranch. 1932
- Abundio Fontabella González. … – 19/02/1936
- Juan Aparicio Ranch. 23/02/1936 – …
- Pascual Gómez Tarazona. 01/01/1937 – 26/07/1937
- Francisco Serra Tarazona. 03/03/1938 – 12/03/1939
- Jaime Soria Guaita. 10/04/1939 – 06/06/1939
- Bautista Cordellat Serra. 06/06/1939 – 14/01/1944
- Rafael Romaguera Belenguer. 14/01/1944 – 17/11/1947
- Jaime Guaita Roig. 27/11/1947 – 03/04/1949
- Ricardo Sobrevela Albert. 29/07/1949 – 04/10/1950
- Pascual Chanzá Tarazona. 14/01/1951 - 06/07/1956
- Francisco Tronchoni Soldevila. 06/07/1956 - 24/04/1968
- Juan Bautista Vañó Boluda. 25/04/1968 - 11/09/1978
- Salvador Aguado Carbonell (en funcions). 12/09/1978 - 18/02/1979
- Salvador Simó Crespo. 23/02/1979 - 19/04/1979

## Monuments
- Torre Espioca. Torre musulmana de defensa (segle xi). Malgrat que pot apreciar-se perfectament la seua estructura original la torre es troba en ruïnes i necessitada d'una restauració moltes vegades plantejada però que mai no hi arriba.
- Església de Sant Cristòfol. Segle XVIII, restaurada posteriorment i d'estil neoclàssic.[9]
- Ermita de la Mare de Déu de la Vallivana. De 1738 d'estil rococó.[10]
- Església de la Miraculosa[11]
- Església de Venta Espioca.

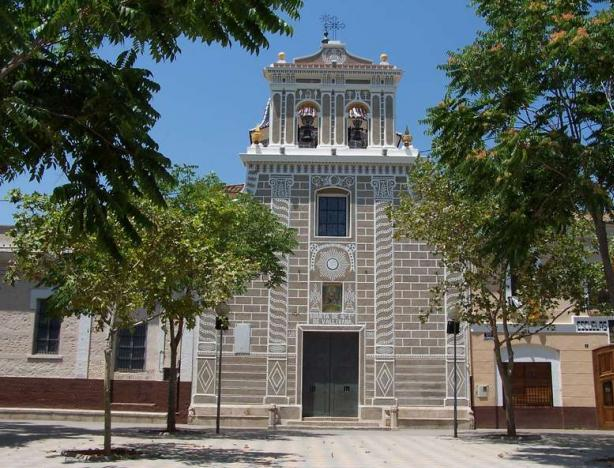
Ermita de la Mare de Déu de la Vallivana, situada al centre del municipi
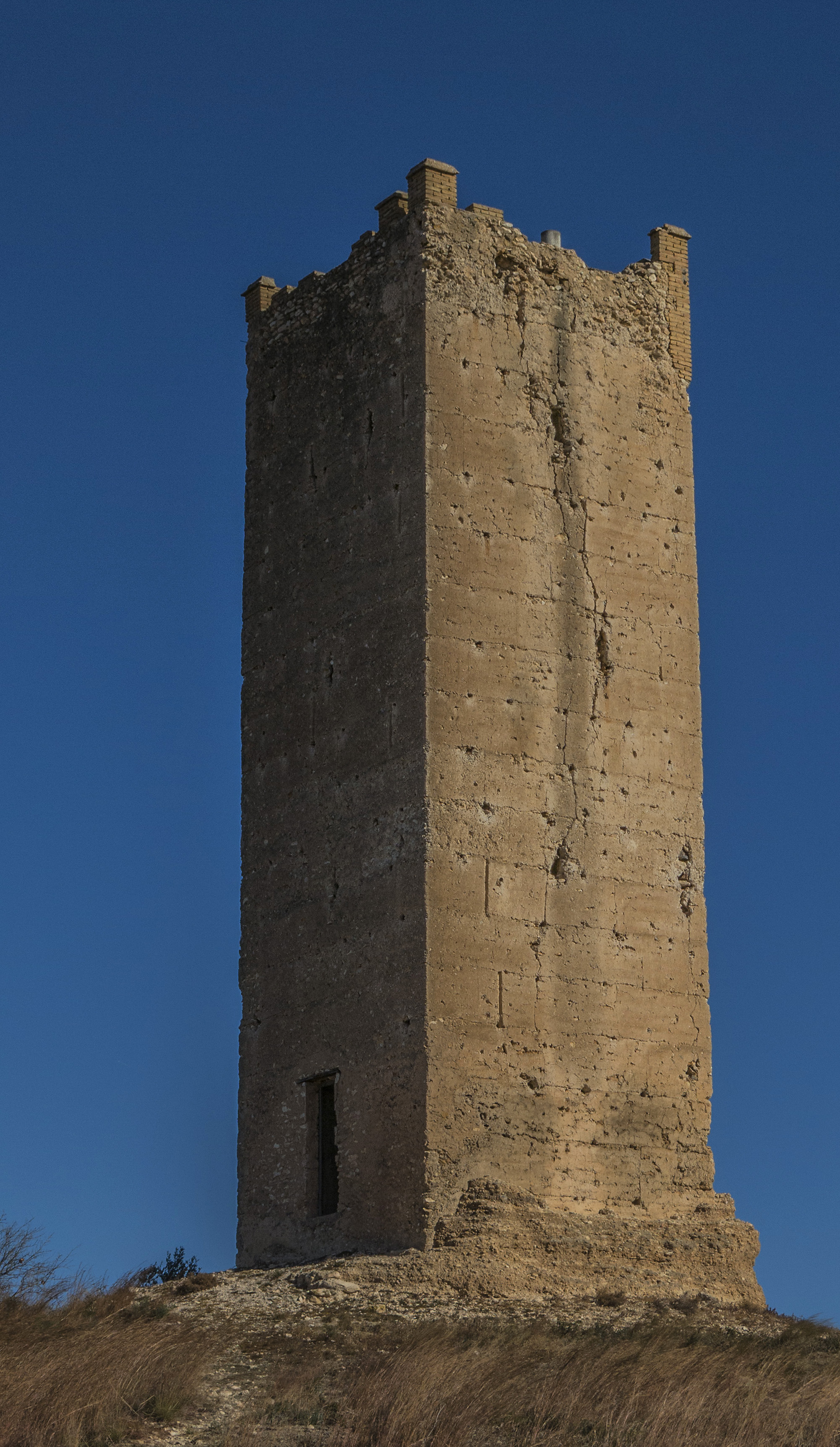
Torre Espioca
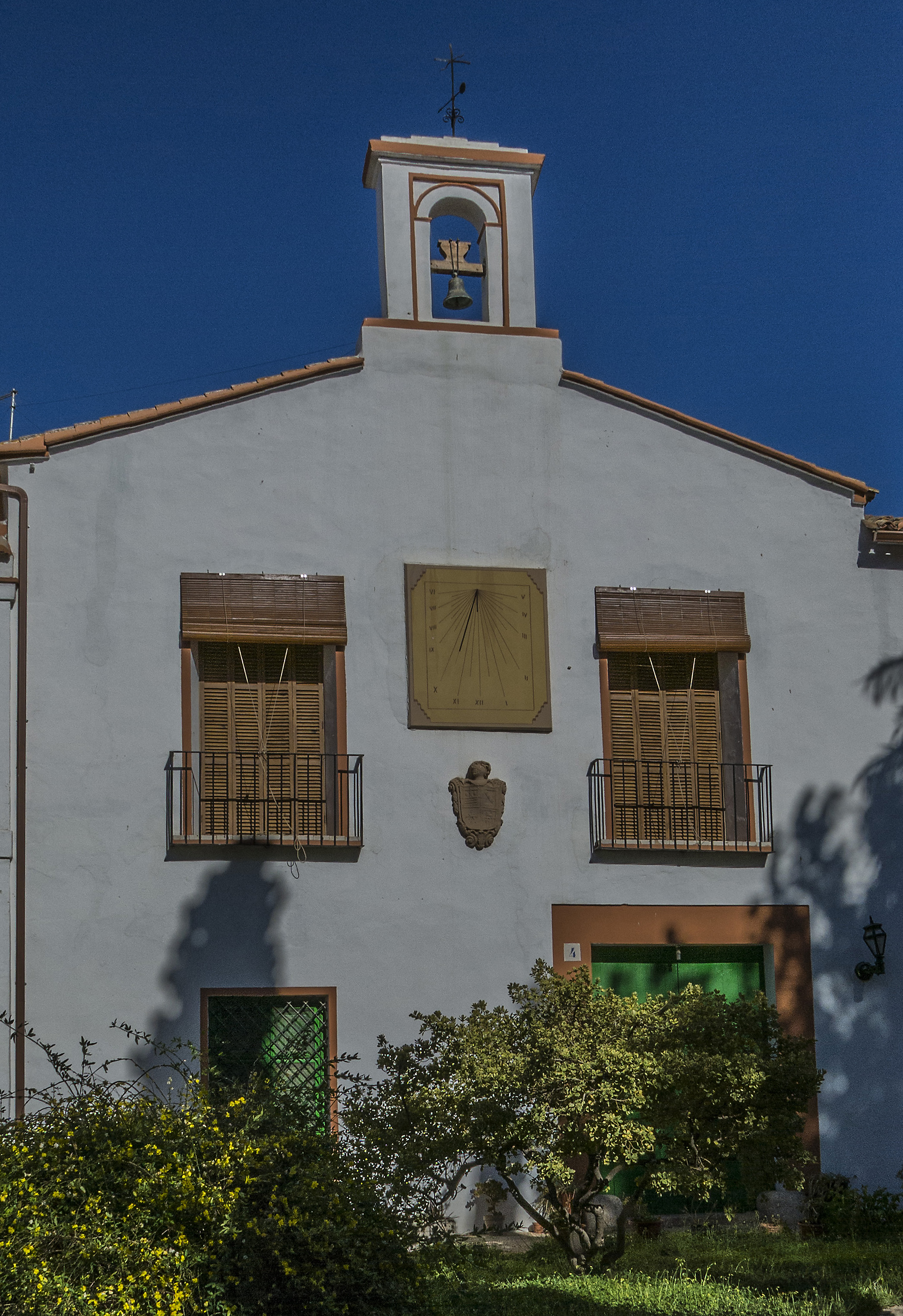
Venta Espioca
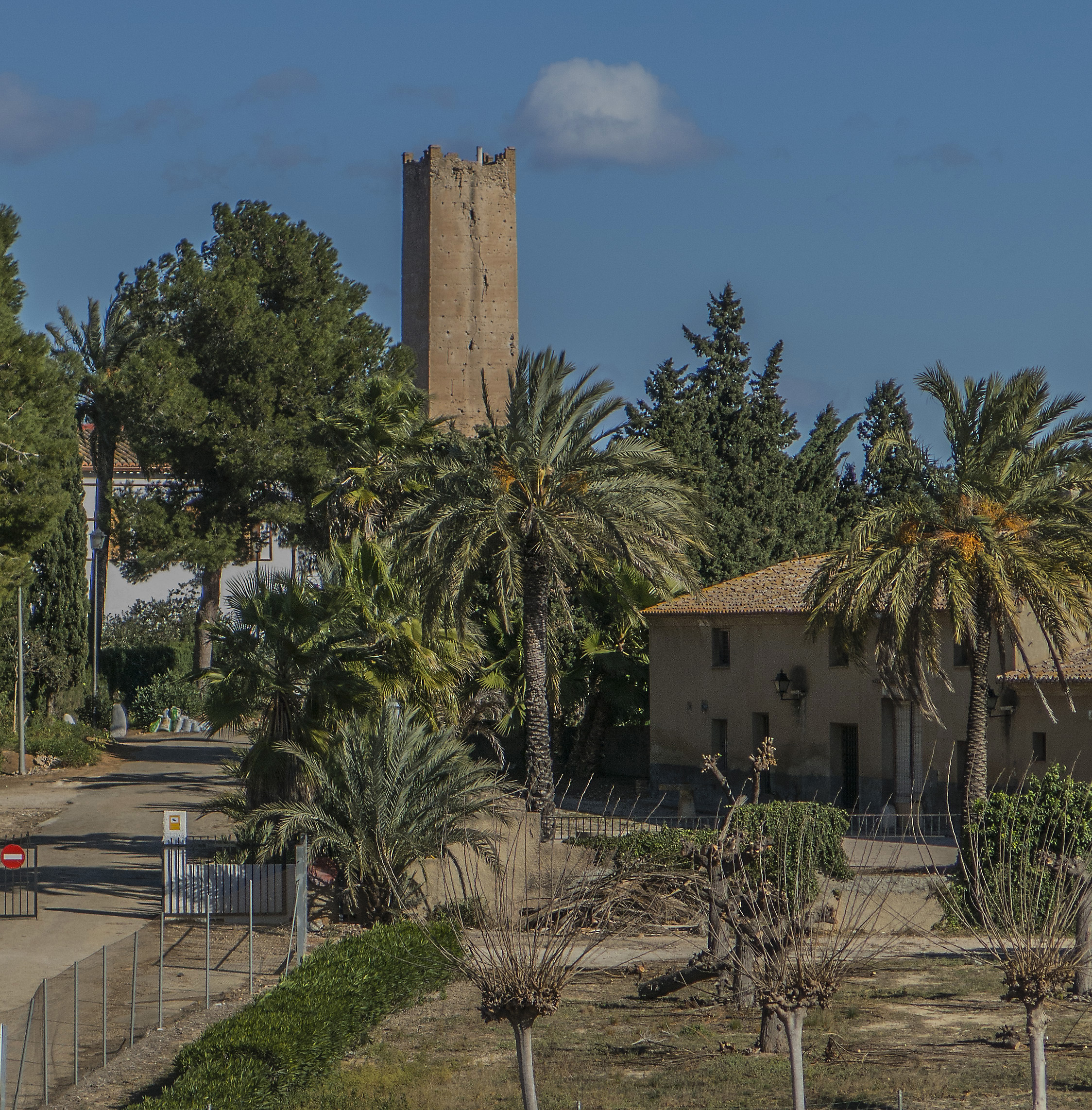
Conjunt històric: venta, molí i torre Espioca
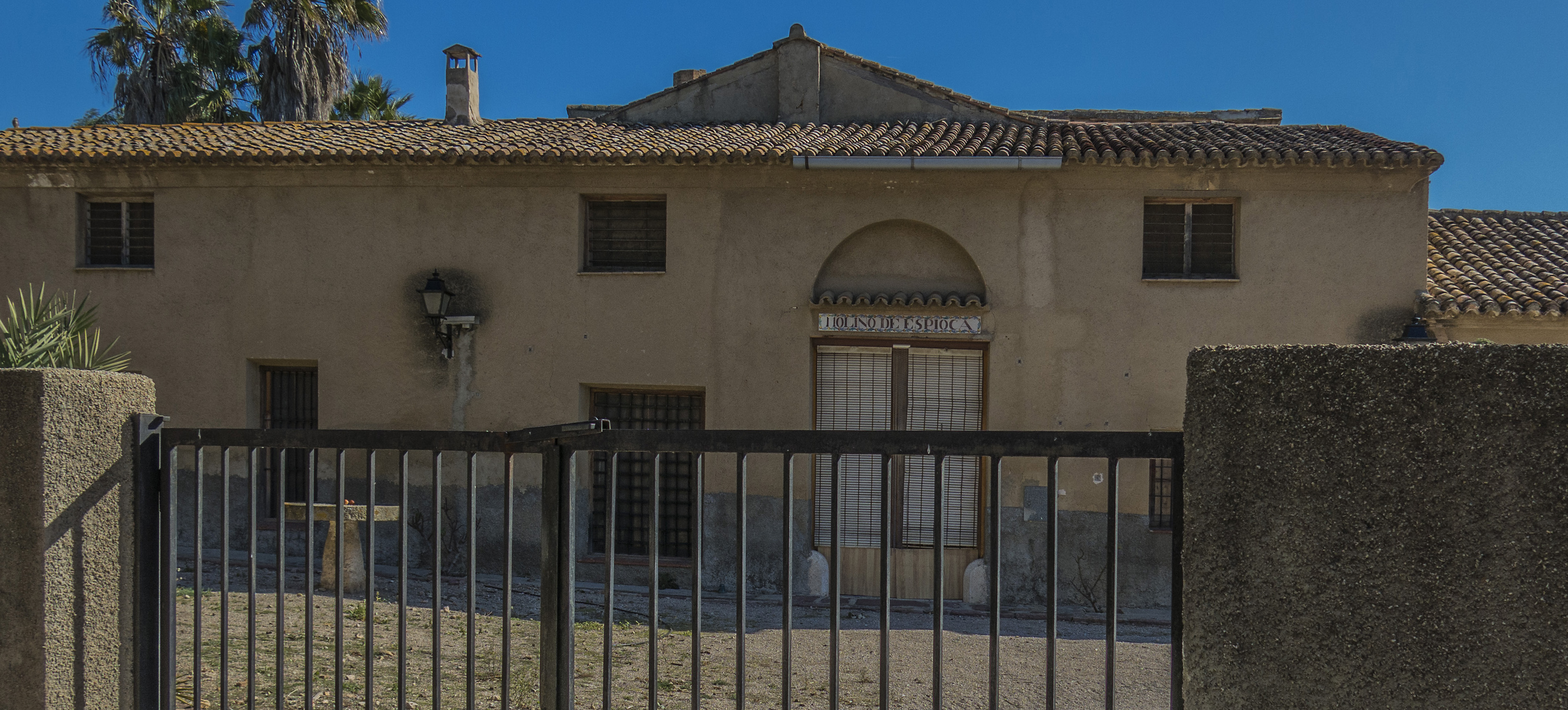
Molí Espioca

## Llocs d'interés
- L'Avenc de l'Àguila. La cavitat està situada en la partida de Terrabona. En aquesta partida, juntament amb les de Soroixa, Millerola i Devadillo destaquen els Alts de la Guatleta, l'Almud, el Besori, entre d'altres. L'avenc presenta una boca semicircular de 3m de llarg i a l'interior hi ha diversos pous que condueixen a galeries, una de les quals comunica amb la Cova de la Serp.

- En el paratge natural de Millerola es troba el Clot de les tortugues, hui en dia convertit en lloc d'esplai.
- Està marcat el sender PR-CV 404 també conegut com a Font de l'Omet - Clot de les Tortugues, és un sender circular de 14,3 km.[12]

- Pedreres de Millerola és l'alabastre que adorna la façana del Palau del marqués de Dosaigües de València.

## Festes i celebracions
L'any 1957, amb motiu de la Coronació pontifícia de la Mare de Déu, es declarà oficialment la Mare de Déu de Vallivana com a patrona del poble de Picassent i la data de l'esdeveniment és el 8 de setembre. Quan arriba el dia de la festa es mostra gran alegria dinant en família. Un exemple de menjar típic és la picadeta (aperitiu), la sopa rellena (coneguda com a sopa de novia, coberta o de menudillos) i les pilotes dolces (fetes d'ametlla). L'endemà se celebra la festa del Santíssim Crist.
En les festes majors es representa al carrer la típica dansa pírrica i guerrera del Ball de Bastonots i també es fan partides de pilota valenciana. Els personatges bíblics que apareixen en la processó són Noè representat per "l'agüelo Colomet", l'home del sol que simbolitza Josuè, els apòstols i els evangelistes, Adam i Eva, les quatre heroïnes, "la parreta", els cirialots, etc.
Amb motiu de la festivitat de Sant Cristòfol, el 10 de juliol, Picassent celebra les tradicionals festes de bous.
Finalment, com a tot València, al mes de març se celebren les Falles.

## Cultura
Des de 2005, se celebra anualment el Festival de Cinema en valencià Inquiet.
I al mes de febrer el Kafre Teatre, amb variades actuacions de l'escena valenciana.

### Premis Sibil·la Mercer[13]
Els Premis Sibil·la Mercer foren instituïts per l’Ajuntament de Picassent l’any 1993 amb l’objectiu de reconéixer i visibilitzar la tasca de persones i institucions que s’hagen destacat en la defensa de la igualtat de gènere i en la lluita pels drets de les dones.
Els guardons prenen el nom de Sibil·la Mercer, figura històrica del municipi, considerada la primera dona que exercí tasques d’administració senyorial a Picassent durant el segle XIV, i símbol de lideratge femení en un context històric dominat per homes.
Des de la seua creació, els premis s’han consolidat com un referent local en matèria de reconeixement a la trajectòria feminista i han contribuït a promoure valors d’igualtat, justícia i empoderament de les dones tant en l’àmbit social com institucional.

## Mitjans de comunicació
El municipi de Picassent compta amb una emissora local de caràcter municipal, Ràdio l'Om, que va començar les seues emissions el 14 de desembre de 1998. La seua programació està composta per espais informatius i musicals, molts dels quals estan realitzats pels mateixos habitants del municipi en qualitat de col·laboradors. Des de 2010 pot sintonitzar-se al dial 94.7 FM.
Des de juny de 2012, Picassent compta amb un diari digital d'actualitat local, Picassent21 Arxivat 2015-10-12 a Wayback Machine..

## Altres
A l'extrem sud-est del terme municipal s'ubica el Centre Penitenciari Antoni Asunción, el més gran del País Valencià.